# Nicholas Clay
Nicholas Anthony Phillip Clay (18 de septiembre de 1946 – 25 de mayo de 2000) fue un actor inglés.

## Primeros años
Nació en Streatham, Londres. Sus padres fueron Rose y Bill Clay. Estudió en la Royal Academy of Dramatic Art (RADA) y comenzó su carrera como actor a principios de la década de 1970 con pequeños papeles en cine y televisión.

## Carrera
Clay también actuó en varias producciones teatrales del West End de Londres. Fue seleccionado para varias de las producciones de Laurence Olivier en el teatro Old Vic, y en esa década llegó a ser considerado como uno de los actores de teatro británicos más prometedores. Entre sus éxitos estuvieron El misántropo, que llevó a Clay a los Estados Unidos donde interpretó el mismo papel en Broadway en 1975.
Su actuación más vista en pantalla fue la de Lanzarote en la película de 1981 Excalibur. Clay también actuó en el papel de Mellors en la versión cinematográfica de Just Jaeckin (1981) de la novela El amante de Lady Chatterley de D. H. Lawrence, y en la película Muerte bajo el sol (1982) basada en la novela de Agatha Christie, volviéndose a reunir con Diana Rigg, su coprotagonista en El misántropo. También apareció como Alan en la versión de 1976 de El retrato de Dorian Gray, junto con Peter Firth. En 1978 interpretó a Henry Wriothesley, III conde de Southampton en la serie dramática  Will Shakespeare, sobre la vida de Shakespeare.
Nicholas Clay continuó trabajando con regularidad en el escenario y actuó además en varias películas y miniseries hechas para televisión. En 1984 interpretó al  protagonista de la miniserie Los últimos días en Pompeya Galuco e hizo también el papel de Mike Preston en el episodio "Child's Play" de la serie Hammer House of Mystery and Suspense.
En 1983, Clay interpretó a Stapleton en una versión de El sabueso de los Baskerville. Dos años más tarde, en 1985, apareció en otra adaptación de Sherlock Holmes en el papel del Doctor Percy Trevelyan en un episodio de Las aventuras de Sherlock Holmes titulado El paciente interno. También apareció en la serie Gentleman and Players del canal británico ITV, en 1988 y 1989.  
En 1992, actuó con Kim Thomson en la serie de televisión de la BBC Asesinato virtual. Su última aparición en la pantalla fue en el cortometraje de Roger Ashton-Griffiths And Beyond.
En los últimos años de su vida fue profesor de arte dramático en el Actors Centre y en la Academy of Live and Performing Arts. También trabajó en asociación con la RADA, en general promoviendo la organización o prestando asesoramiento a los estudiantes de actuación.

## Vida privada y defunción
Clay contrajo matrimonio con la actriz Lorna Heilbron en 1980. Falleció de cáncer hepático en Londres y le sobrevivieron su mujer, su madre, y sus hijas Ella y Madge nacidas en 1983 y 1986.